# أناستاسيا يرماكوفا
أناستاسيا يرماكوفا (Anastasia Ermakova) (الروسية: Анастаси́я Никола́евна Ермако́ва) هي لاعبة أولمبية لرياضة سباحة متزامنة من روسيا. شاركت في الأولمبياد الصيفي في 2004–2008، وفازت بما مجموعه 4 ميداليات.

## الميداليات
| ذهب | فضة | برونز | المجموع |
| 4   | 0   | 0     | 4       |

## روابط خارجية
- أناستاسيا يرماكوفا على موقع الاتحاد الدولي للسباحة (الإنجليزية)
- أناستاسيا يرماكوفا على موقع قاعة مشاهير السباحة العالمية (الإنجليزية)
- أناستاسيا يرماكوفا على موقع أوليمبيديا (الإنجليزية)